# ستيفن كان
ستيفن كان (بالإنجليزية: Steven Kane)‏ هو سائق سباق بريطاني، ولد في 5 يونيو 1980 في Newtownards ‏ في المملكة المتحدة.

## وصلات خارجية
- ستيفن كان على موقع DriverDB.com (الإنجليزية)

- الموقع الرسمي